# Sperduti nel buio
Sperduti nel buio er en italiensk stumfilm fra 1914 af Nino Martoglio.

## Medvirkende
- Giovanni Grasso Sr. som Nunzio
- Maria Carmi som Livia Blanchard
- Virginia Balestrieri som Paolina
- Vittorina Moneta
- Dillo Lombardi